# Grisette
Grisette é um filme português de 1908, que nunca foi terminado e lançado. Foi realizado por João Freire Correia e Manuel Cardoso, sendo produzido pela Portugália Film.

## Produção
Apesar de nunca se ter concluído a obra cinematográfica, é considerada a primeira tentativa de fazer cinema sonoro em Portugal, tendo se utilizado o método Gaumont com algumas adaptações de João Freire Correia, que tentou sincronizar a câmara de filmagem com um aparelho de captação de som através de dois motores eléctricos que trabalhavam a velocidades iguais. Contando com a participação da fadista Júlia Mendes, a artista cantava a canção "A Grisette", dando origem ao nome do filme.